# Giovanna di Valois (regina di Navarra)
Giovanna di Francia o Giovanna di Valois, (in francese Jeanne; Châteauneuf-sur-Loire, 24 giugno 1343 – Évreux, 3 novembre 1373) è stata una principessa della casa reale francese, regina consorte di Navarra e contessa consorte d'Évreux dal 1352 alla sua morte.

## Origine[1][2][3][4]
Figlia (settima) del re di Francia, Giovanni II il Buono e di Bona di Lussemburgo, figlia del conte Giovanni I di Lussemburgo e di Bona di Lussemburgo.

## Biografia

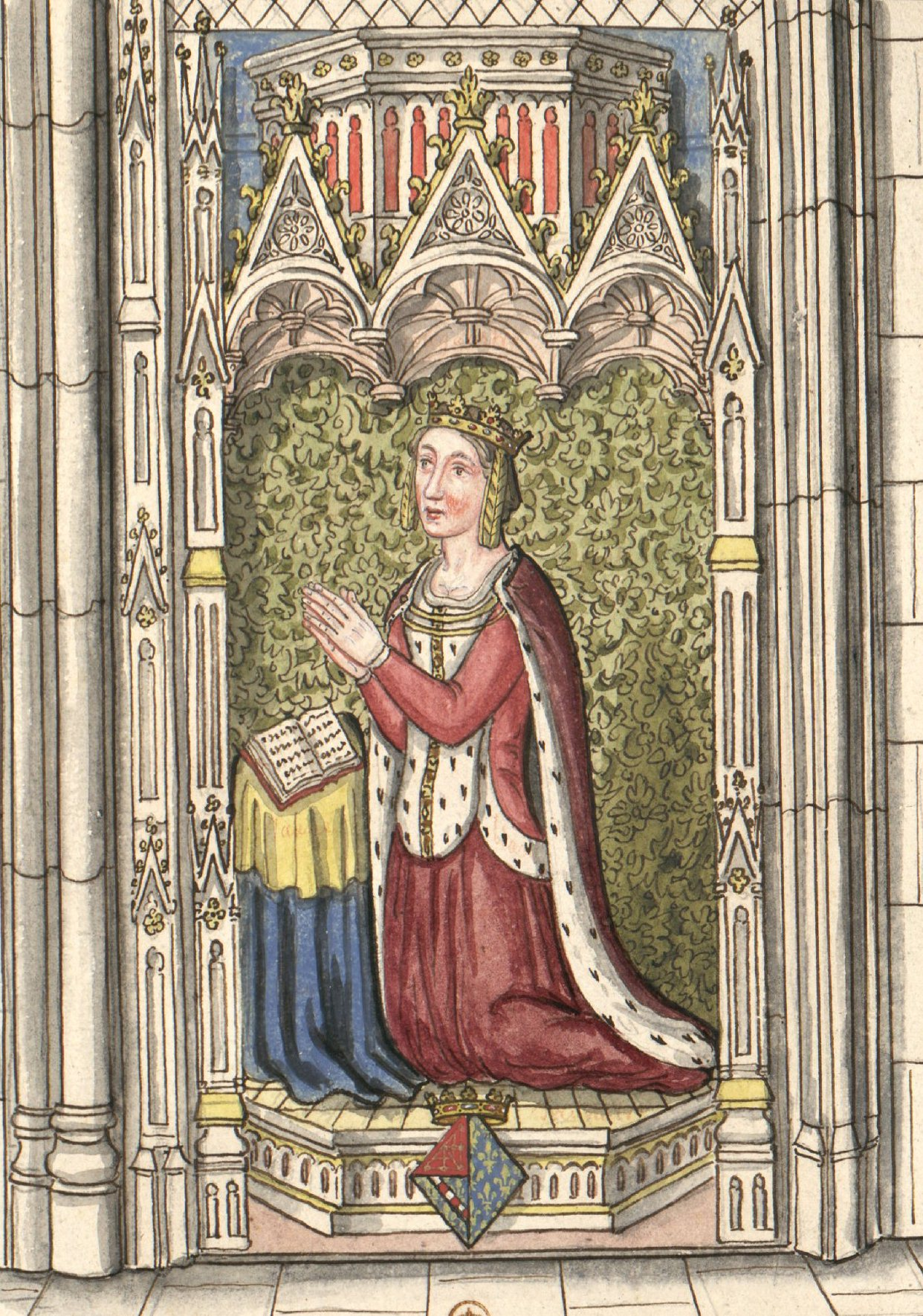
Ritratto della regina di Navarra, Giovanna di Valois

Giovanna, a Parigi, il 21 giugno 1347, fu fidanzata all'erede del Brabante, Enrico (circa 1330-1349), figlio del duca del Brabante, Giovanni III e della moglie, Maria d'Évreux. Il matrimonio non fu mai celebrato per la prematura morte di Enrico.
Suo padre, Giovanni II il Buono, succeduto, nel 1350, sul trono di Francia a Filippo di Valois, ereditò con la corona francese anche la reggenza sul regno di Navarra. Re di Navarra era il giovane Carlo II il Malvagio, che si vantava di essere, per parte di madre, il più prossimo discendente del re di Francia, Filippo il Bello e quindi il principe più vicino al trono di Francia.
Allora per ingraziarsi Carlo II il Malvagio, nel 1351, Giovanni II il Buono gli promise in moglie la propria figlia, Giovanna, di soli otto anni.
E il 12 febbraio 1352, nel castello di Vivier, presso Fontenay-Trésigny, nella regione dell'Île-de-France fu celebrato il matrimonio tra Giovanna e Carlo II di Navarra, figlio secondogenito (maschio primogenito) della regina di Navarra Giovanna II e del conte d'Évreux, Filippo III
In quello stesso giorno terminò la reggenza di Giovanni II il Buono sui domini di Carlo e contemporaneamente Carlo venne nominato Luogotenente della Linguadoca, da Giovanni II il Buono.
Nonostante i vincoli di parentela con cui Giovanni II aveva cercato di legarlo alla dinastia dei Valois, il marito di Giovanna di Francia, il re di Navarra, Carlo, per tutta la vita, per la discendenza di sua madre, si considerò il legittimo erede del trono di Francia e inseguì il sogno di poter sedere un giorno su quel trono di Francia, che pensava gli spettasse di diritto e per circa trent'anni complottò, soprattutto col re d'Inghilterra, Edoardo III, per poter scalzare dal trono prima il suocero, Giovanni II il Buono e poi il cognato, il figlio di Giovanni, Carlo V il Saggio.
Giovanna però morì prima di poter vedere tutte le aspettative del marito frustrate, si spense, all'età di trent'anni, ad Évreux, in Normandia, il 3 novembre 1373, un anno dopo aver dato alla luce la figlia, Bianca, o molto più probabilmente in seguito al parto della figlia Isabella (di cui però non si conosce l'esatta data di nascita).

## Figli[3][5][8][9]
Giovanna a Carlo diede otto figli:
- Maria di Navarra (1355-ca. 1420), sposò nel 1393 Alfonso V di Ribagorza;
- Carlo il Nobile (1361-1425), re di Navarra;
- Bona di Navarra (circa 1364-dopo il 1389);
- Filippo di Navarra (1364- circa1368), morto accidentalmente;
- Pietro di Navarra (1366-1412), conte de Mortain che, nel 1411, sposò Caterina d'Alençon;
- Giovanna di Navarra (1370-1437), sposò, in prime nozze, nel 1386, Giovanni V di Bretagna ed in seconde nozze, nel 1403, Enrico IV d'Inghilterra;
- Bianca di Navarra (1372-1385);
- Isabella, che fu educata al monastero di Santa Clara a Estella.

## Ascendenza
|                           |                           |                           | Genitori               |  |  | Nonni |  |  | Bisnonni        |  |  | Trisnonni              |  |
|                           |                           |                           |                        |  |  |       |  |  | Carlo di Valois |  |  | Filippo III di Francia |  |
|                           |                           |                           |                        |  |  |       |  |  | Carlo di Valois |  |  | Filippo III di Francia |  |
|                           |                           | Isabella d'Aragona        |                        |  |  |       |  |  | Carlo di Valois |  |  |                        |  |
| Filippo VI di Francia     |                           |                           |                        |  |  |       |  |  | Carlo di Valois |  |  |                        |  |
|                           |                           | Margherita d'Angiò        | Carlo II d'Angiò       |  |  |       |  |  |                 |  |  |                        |  |
|                           |                           | Margherita d'Angiò        | Carlo II d'Angiò       |  |  |       |  |  |                 |  |  |                        |  |
|                           |                           | Margherita d'Angiò        | Maria d'Ungheria       |  |  |       |  |  |                 |  |  |                        |  |
| Giovanni II di Francia    |                           | Margherita d'Angiò        |                        |  |  |       |  |  |                 |  |  |                        |  |
|                           |                           | Roberto II di Borgogna    | Ugo IV di Borgogna     |  |  |       |  |  |                 |  |  |                        |  |
|                           |                           | Roberto II di Borgogna    | Ugo IV di Borgogna     |  |  |       |  |  |                 |  |  |                        |  |
|                           |                           | Roberto II di Borgogna    | Yolanda di Dreux       |  |  |       |  |  |                 |  |  |                        |  |
| Giovanna di Borgogna      |                           | Roberto II di Borgogna    |                        |  |  |       |  |  |                 |  |  |                        |  |
|                           |                           | Agnese di Francia         | Luigi IX di Francia    |  |  |       |  |  |                 |  |  |                        |  |
|                           |                           | Agnese di Francia         | Luigi IX di Francia    |  |  |       |  |  |                 |  |  |                        |  |
|                           |                           | Agnese di Francia         | Margherita di Provenza |  |  |       |  |  |                 |  |  |                        |  |
| Giovanna di Valois        |                           | Agnese di Francia         |                        |  |  |       |  |  |                 |  |  |                        |  |
|                           | Enrico VII di Lussemburgo | Enrico VI di Lussemburgo  |                        |  |  |       |  |  |                 |  |  |                        |  |
|                           | Enrico VII di Lussemburgo | Enrico VI di Lussemburgo  |                        |  |  |       |  |  |                 |  |  |                        |  |
|                           | Enrico VII di Lussemburgo | Beatrice d'Avesnes        |                        |  |  |       |  |  |                 |  |  |                        |  |
| Giovanni I di Lussemburgo | Enrico VII di Lussemburgo |                           |                        |  |  |       |  |  |                 |  |  |                        |  |
|                           |                           | Margherita di Lussemburgo | Giovanni I di Brabante |  |  |       |  |  |                 |  |  |                        |  |
|                           |                           | Margherita di Lussemburgo | Giovanni I di Brabante |  |  |       |  |  |                 |  |  |                        |  |
|                           |                           | Margherita di Lussemburgo | Margherita di Fiandra  |  |  |       |  |  |                 |  |  |                        |  |
| Bona di Lussemburgo       |                           | Margherita di Lussemburgo |                        |  |  |       |  |  |                 |  |  |                        |  |
|                           |                           | Venceslao II di Boemia    | Ottocaro II di Boemia  |  |  |       |  |  |                 |  |  |                        |  |
|                           |                           | Venceslao II di Boemia    | Ottocaro II di Boemia  |  |  |       |  |  |                 |  |  |                        |  |
|                           |                           | Venceslao II di Boemia    | Cunegonda di Kiev      |  |  |       |  |  |                 |  |  |                        |  |
| Elisabetta di Boemia      |                           | Venceslao II di Boemia    |                        |  |  |       |  |  |                 |  |  |                        |  |
|                           |                           | Giuditta di Asburgo       | Rodolfo I d'Asburgo    |  |  |       |  |  |                 |  |  |                        |  |
|                           |                           | Giuditta di Asburgo       | Rodolfo I d'Asburgo    |  |  |       |  |  |                 |  |  |                        |  |
|                           |                           | Giuditta di Asburgo       | Gertrude di Hohenberg  |  |  |       |  |  |                 |  |  |                        |  |
|                           |                           | Giuditta di Asburgo       |                        |  |  |       |  |  |                 |  |  |                        |  |